# Instytut Polski i Muzeum im. gen. Sikorskiego w Londynie
Instytut Polski i Muzeum im. gen. Sikorskiego (IPMS) – polska placówka kulturalna w Wielkiej Brytanii, stawiająca sobie za cel gromadzenie, opiekę, opracowanie naukowe oraz udostępnianie archiwów polskiego rządu na uchodźstwie i Polskich Sił Zbrojnych na Zachodzie.
Obecnie Instytut posiada status organizacji charytatywnej. Utrzymuje się głównie z dobrowolnych datków osób prywatnych i instytucji. Większość personelu pracuje społecznie. Jego prezesem jest inż. Krzysztof Barbarski, a kierownikiem archiwum dr Andrzej Suchcitz.

## Powstanie Instytutu
Instytut Polski i Muzeum im. gen. Sikorskiego powstał 2 maja 1945 jako Instytut Historyczny im. gen. Sikorskiego (IHGS). Dekretem 27 czerwca 1945 r. Prezydent Władysław Raczkiewicz upoważnił „dowódców jednostki wojska, sił powietrznych i marynarki wojennej, posiadających znaki i odznaczenia, do przekazania ich na własność Instytutowi”. Uchwałą rządu  nakazano „przekazywanie zbiorów wszystkich komórek archiwalnych rządowych i wojskowych do archiwum Instytutu”
Pierwsze zebranie Rady Instytutu odbyło się 13 grudnia 1945 r. Uchwalono wówczas „statut precyzujący cele i zadania Instytutu”.
Instytut przejął archiwa i pamiątki po generale Władysławie Sikorskim, przekazane przez wdowę Helenę Sikorską. Miał przejąć także wszystkie archiwa wojskowe i rządowe. Negocjacje z generałem Władysławem Andersem w sprawie złożenia archiwów 2 Korpusu trwały jednak do 1947 r.
W 1946 r. zakupiono dom przy 20 Princes Gate od Lorda Woodbridge. Dzięki kryzysowi na rynku nieruchomości udało się uzyskać bardzo korzystną cenę. Istotną rolę w pozyskaniu środków i zakupie budynku odegrał Edward Raczyński. 9 lipca 1947 r. gmach Instytutu  poświęcił  ks. prałat Włodzimierz Cieński.

## Rozwój instytutu
Od 1960 r. trwały prace nad połączeniem Instytutu Historycznego im. gen. Sikorskiego z Polskim Ośrodkiem Naukowym. Do rzeczywistego połączenia obu instytucji doszło jednak dopiero w 1964 r. Nadano jej też nową nazwę: Instytut Polski i Muzeum im. gen. Sikorskiego. W 1970 powstała Fundacja Sztandarów PSZ, której celem jest zabezpieczenie i konserwacja sztandarów W 1973 r. doszło do fuzji z Polskim Instytutem Historycznym (dawna Komisja Historyczna Sztabu Głównego). Powstał Samodzielny Oddział Ealing IPMS, zajmujący się przede wszystkim dokończeniem monumentalnego dzieła „Polskie Siły Zbrojne w Drugiej Wojnie Światowej”. W 1988 r. do Instytutu włączono Studium Polski Podziemnej, z zachowaniem jego autonomii jako samodzielnego oddziału.

## Muzeum

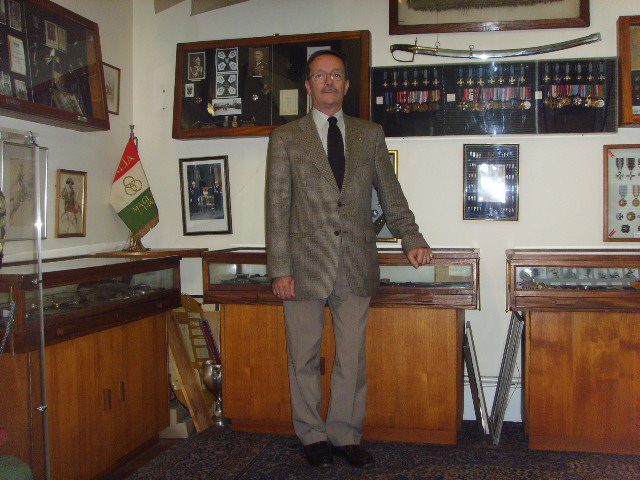
Krzysztof Barbarski w sali kawalerii

Muzeum stanowi „okno wystawowe” Instytutu. Zwiedza go rocznie kilka tysięcy osób. Główna część muzeum poświęcona jest okresowi drugiej wojny światowej. Są to eksponaty z okresu Kampanii Polskiej 1939, internowania na Litwie, Węgrzech i Rumunii, pamiątki z łagrów i więzień sowieckich: scyzoryki, karty, sztućce itp. Jest też mundur gen. W. Sikorskiego wyłowiony z morza po katastrofie pod Gibraltarem. Są eksponaty z bojowego szlaku 2 Korpusu Polskiego (m.in. flaga, którą zawieszono na ruinach klasztoru Monte Cassino). W muzeum eksponowanych jest także 90 oryginalnych sztandarów Wojska Polskiego z lat 1918–1947.
Osobny dział stanowi Sala Kawalerii, gdzie eksponowane są pamiątki po poszczególnych pułkach. Muzeum posiada dużą kolekcję odznaczeń i odznak pułkowych. Urny z pól bitewnych na których walczyli polscy żołnierze porozstawiane są po całym muzeum.
Jest też wystawa pamiątek Armii Krajowej: skrytki, rozkazy, sprzęt łączności, opaski i pieczątki z Powstania Warszawskiego. W muzeum znajduje się także mapa nawigacyjna z ORP „Orzeł” odtworzona z pamięci przez ppor. Mariana Mokrskiego po ucieczce okrętu z Tallinna we wrześniu 1939.
Muzeum posiada także monety z czasów Jana I Olbrachta oraz zbiór eksponatów ery napoleońskiej, który jest częścią depozytu rodziny Krasińskich. Zawiera m.in. rząd koński i czapkę gen. Wincentego Krasińskiego oraz czapkę jego syna poety Zygmunta uszytą z okazji koronacji Napoleona II. Z depozytu rodziny Lanckorońskich z Brzezia pochodzi namiot turecki zdobyty w bitwie pod Chocimem w 1621 oraz zbiór miniatur portretowych z XVIII wieku.
Zbiór fotograficzny liczy ponad 200 000 pozycji. Dotyczy przede wszystkim Polskich Sił Zbrojnych na Zachodzie. Są też zdjęcia W. Bednarskiego obrazujące historię wojennej emigracji. Dział filmów zawiera ok. 2000 szpul. Są to m.in. filmy: pogrzeb Marszałka Piłsudskiego, wręczenie buławy Marszałkowi Śmigłemu-Rydzowi, manewry na polu mokotowskim, ćwiczenia marynarki wojennej na Bałtyku oraz filmy krajoznawczo-ludowe pokazujące wschodnie ziemie RP.
Muzeum jest otwarte w dni powszednie po południu (14-16) oraz w każdą pierwszą sobotę miesiąca. Zwiedzający  oprowadzani są przez grupę ochotników. Są to zazwyczaj kombatanci – żołnierze PSZ na Zachodzie.

## Archiwum

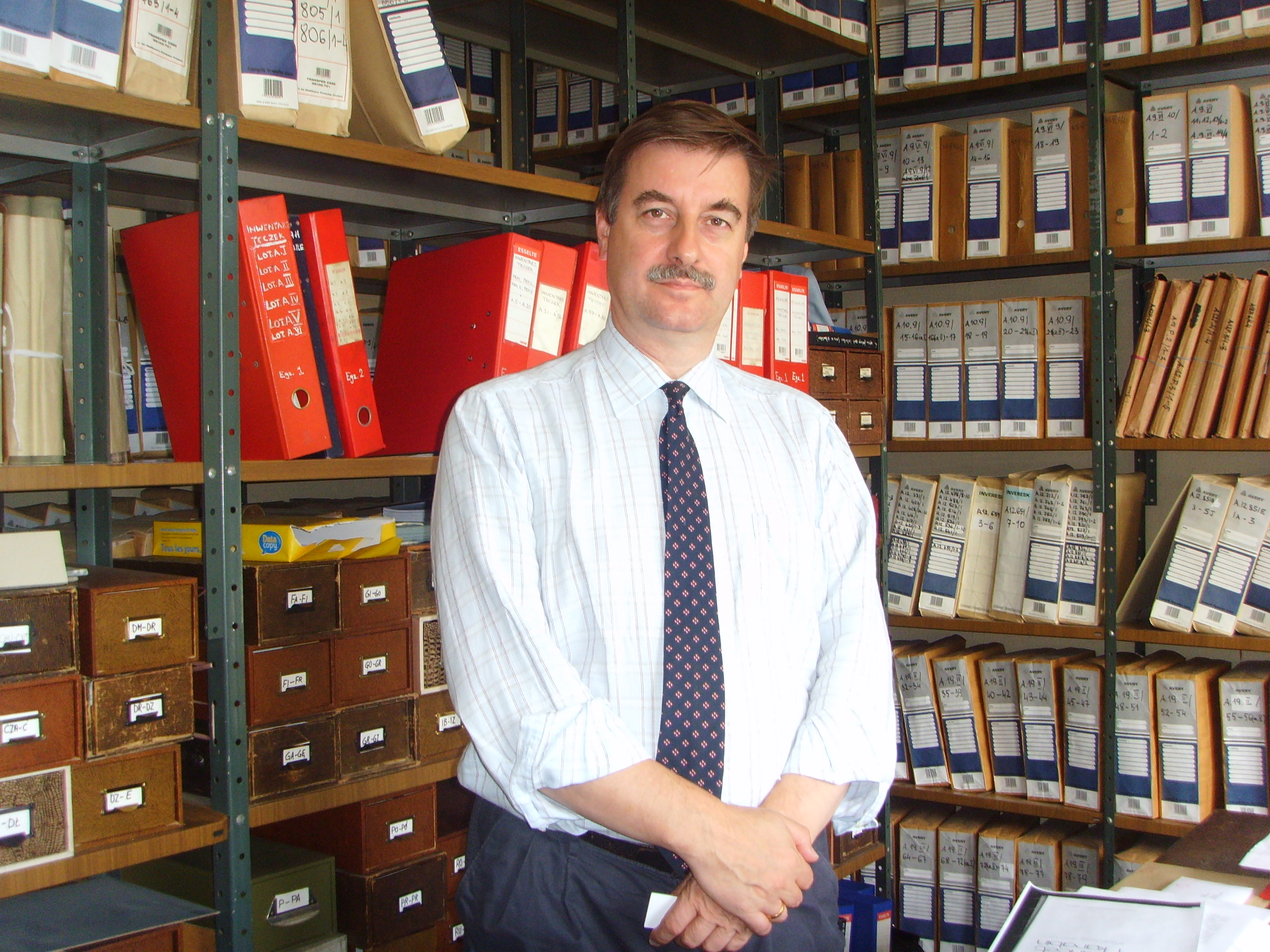
Andrzej Suchcitz w archiwum

Archiwum liczy ponad 700 metrów bieżących półek. Trzonem zbioru archiwalnego jest Dziennik Czynności gen. Sikorskiego opracowany przez mgr Reginę Oppmanową. Duża część dokumentacji dotyczy również Kampanii Polskiej 1939 (dokumenty Sztabu NW i relacje) i Kampanii Francuskiej 1940.
Kolejny zbiór dokumentów dotyczy Dowództwa PSZ z lat 1940-47, Armii Polskiej w ZSRR, Armii Polskiej na Wschodzie, 2 Korpusu, 1 Korpusu, 1 Dywizji Pancernej, Samodzielnej Brygady Spadochronowej, Marynarki Wojennej i Lotnictwa.
Część „cywilna” obejmuje m.in.: Kancelarię Prezydenta RP, Prezydium Rady Ministrów, Radę Narodową, ministerstwa, ambasady, poselstwa i konsulaty, a także dokumenty, zdjęcia i pamiątki najstarszej polskiej korporacji akademickiej Konwent Polonia.
W archiwum jest także kilka zespołów dokumentacji pochodzącej z XIX wieku: kolekcja Józefa Ignacego Kraszewskiego składająca się z jego korespondencji okresu drezdeńskiego (lata 1864-1867) i prób założenia gazety Ojczyzna, zbiór wycinków prasowych płk. Krystyna Lach Szyrmy z okresu 1830-1855, pamiętniki gen. Aleksandra Skolimowskiego ze służby w armii carskiej oraz zbiór korespondencji Jana Młotka nauczyciela ludowego w Galicji z lat 1857-1885.

## Biblioteka
Biblioteka Instytutu powstała z dawnego Polskiego Biura Badań Politycznych (wcześniej Polski Ośrodek Naukowy). Księgozbiór pochodził pierwotnie z darów prywatnych oraz z darów i depozytów ambasady RP w Londynie. Prace nad jej uporządkowaniem i skatalogowaniem rozpoczęto już w 1943. Z końcem wojny poszczególne ministerstwa przekazały Ośrodkowi swoje zbiory książek. Była to zarówno  literatura piękna jak i wydawnictwa typowo naukowe Biblioteka posiada też zbiór starodruków (ok. 1000 pozycji), a wśród nich pierwsze wydanie "De revolutionibus orbium coelestium" Mikołaja Kopernika z 1543 r. Jest też w posiadaniu dużego zbioru map i atlasów z XIX wieku.

## Studium Polski Podziemnej
Studium, zachowując swoją autonomię, stanowi archiwum dziejów państwa podziemnego i  Armii Krajowej. Posiada swoją podręczną bibliotekę liczącą ok. 4000 tomów. Główny zestaw materiałów stanowią akta Oddziału VI Sztabu NW i podległych mu placówek łączności z Krajem. Są to m.in. zestawy depesz z Powstania warszawskiego, meldunki wywiadowcze, raporty Komendanta Głównego ZWZ/AK, depesze z okręgów podczas operacji „Burza” 1944–1945.

## Działalność wydawnicza
Instytut prowadzi działalność wydawniczą. To dzięki niemu ukazały się poszczególne tomy Polskich Sił Zbrojnych w Drugiej Wojnie Światowej opracowane przez Komisję Historyczną Sztabu Głównego (późniejszy Samodzielny Oddział Ealing Instytutu).
Kolejnym wydawnictwem jest czterotomowy Diariusz i Teki Jana Szembeka, podsekretarza stanu w MSZ. Wydawanie poszczególnych tomów rozpoczął Polski Ośrodek Naukowy.